# Distritos do Iraque

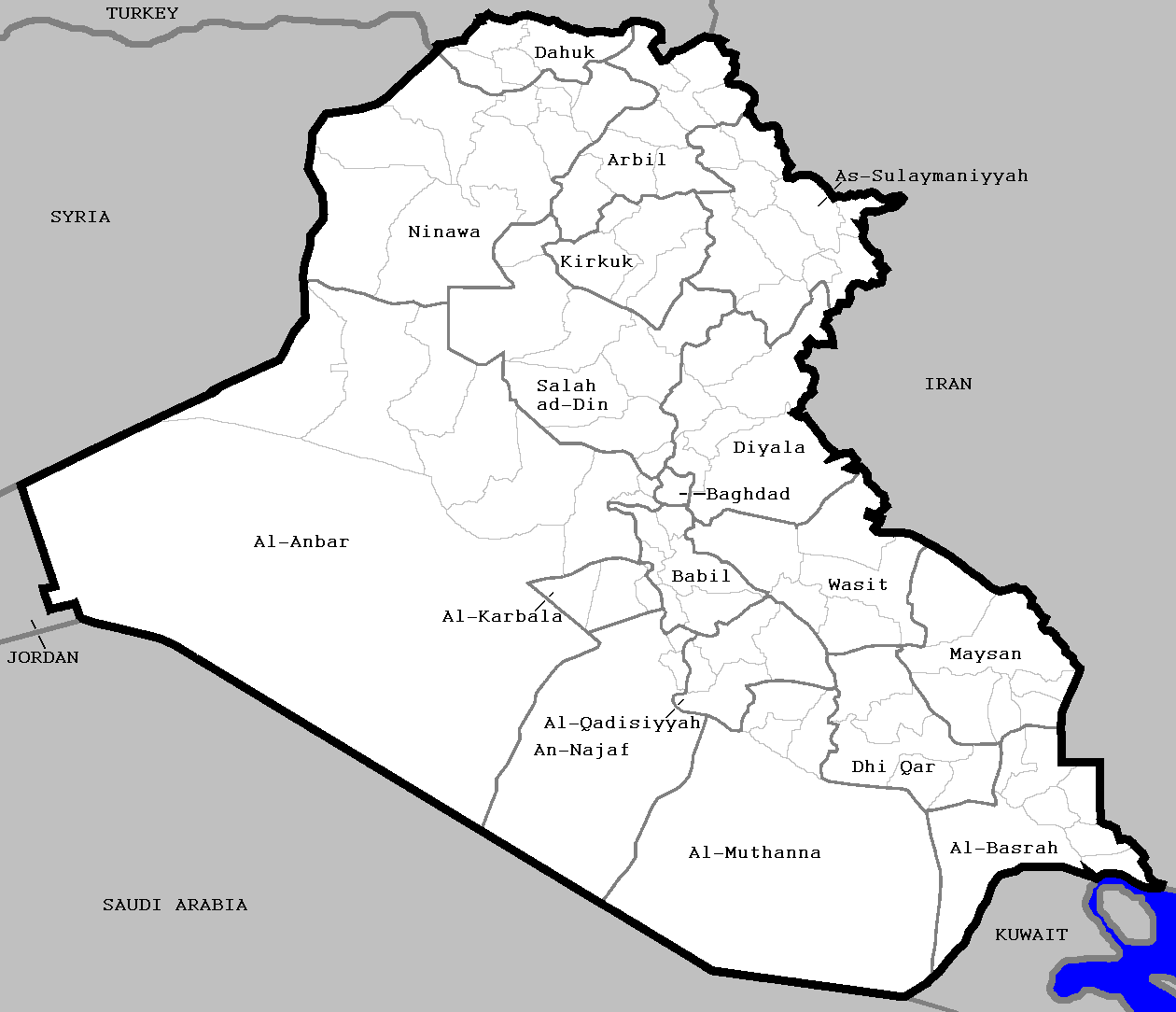
Províncias e distritos do Iraque

O Iraque encontra-se dividido em 18 províncias e subdividido em 111 distritos (qadaa).
Os distritos geralmente têm o mesmo nome da sua capital distrital e podem, também, estar divididos em subdistritos. 
Os distritos encontram-se listados abaixo, por província (com a capital entre parêntesis):

## Ambar
- Faluja (Faluja)
- Hadita (Hadita)
- Alcaim (Alcaim)
- Ar-Ramadi (Ar-Ramadi)
- Al-Rutba (Al-Rutba)
- Anah (Anah)
- Hit (Hit)

## Mutana
- Al-Khidhir (Al-Khidhir)
- Al-Rumaitha (Al-Rumaitha)
- Al-Salman (Al-Salman)
- Al-Samawa (Al-Samawa)

## Cadésia
- Afaq (Afaq)
- Al-Shamiya (Al-Shamiya)
- Al-Shamiya (Diwaniya)
- Hamza (Hamza)

## Arbil
A província de Arbil faz parte da região autónoma do Curdistão, exceto o sul do distrito de Makhmour.
- Arbil (71)
- Koisanjaq (80)
- Shaqlawa (89)
- Soran (94)
- Makhmour
- Mergasur (83)
- Choman (66)

## Babil
- Al-Mahawil (Al-Mahawil)
- Al-Musayab (Al-Musayab)
- Hashimiya (Hashimiya)
- Hilla (Hilla)

## Bagdá
- Abu Ghraib
- Al-Istiqlal
- Al-Mada'in
- Mahmudiya (Mahmudiya)
- Taji
- Al Tarmia
- Cidade de Bagdá
  - Adhamiyah
  - Karkh
  - Karadah
  - Kadhimyah
  - Mançor
  - Cidade de Sadr
  - al-Raxide
  - Rusafa
  - 9 Nissan

## Baçorá
- Abu Al-Khaseeb (Abu Al-Khaseeb)
- Al-Midaina (Al-Midaina)
- Al-Qurna (Al-Qurna)
- Al-Zubair (Al-Zubair)
- Baçorá (Baçorá)
- Al-Faw (Al-Faw)

## Dhi Qar
- Al-Chibayish (Al-Chibayish)
- Al-Rifa'i (Al-Rifa'i)
- Al-Shatra (Al-Shatra)
- Nassriya (Nassriya)
- Suq Al-Shoyokh (Suq Al-Shoyokh)

## Diala
- Al-Khalis (Al-Khalis)
- Al-Muqdadiya (Al-Muqdadiya)
- Baladrooz (Baladrooz)
- Ba'quba (Ba'quba)
- Khanaqin (Khanaqin)
- Kifri (Kifri)

## Dahuk
A província de Dahuk faz parte da região autónoma do Curdistão.
- Amadia (Amadia)
- Dahuk (Dahuk)
- Sumel (Sumel)
- Zakho (Zakho)

## Carbala
- Ain Al-Tamur (Ain Al-Tamur)
- Al-Hindiya (Al-Hindiya)
- Carbala (Carbala)

## Quircuque
(De 1976 até meados de 2006 chamava-se Tamim)
- Al-Hawiga (Al-Hawiga)
- Daquq (Daquq)
- Quircuque (Quircuque)
- Makhmur (Makhmur)

## Maysan
- Ali Al-Gharbi (Ali Al-Gharbi)
- Al-Kahla (Al-Kahla)
- Al-Maimouna (Al-Maimouna)
- Al-Mejar Al-Kabi (Al-Mejar Al-Kabi)
- Amarah (Amarah)
- Qal'at Saleh (Qal'at Saleh)

## An-Najaf
- Al-Manathera (Al-Manathera)
- An-Najaf (An-Najaf)
- Cufa (Cufa)

## Ninawa
Note-se que os distritos de Akre e Shekhan estão atualmente sob o controlo do Governo Regional do Curdistão.
- Akre (distrito) (Akre)
- Al-Ba'aj (distrito) (Al-Ba'aj)
- Al-Hamdaniya (Al-Hamdaniya)
- Hatra (Hatra)
- Mossul (Mossul)
- Shekhan (Ain Sifni)
- Sinjar (Sinjar)
- Tel Afar (Tel Afar)
- Tel Keppe (Tel Keppe)

## Saladino
- Al-Daur (Al-Daur)
- Al-Sharqat (Al-Sharqat)
- Baiji (Baiji)
- Balad (Balad)
- Samarra (Samarra)
- Ticrite (Ticrite)
- Tuz (Tuz)

## Suleimânia
A província de Suleimânia faz parte da região autónoma do Curdistão.
- Chamchamal (Chamchamal)
- Darbandokeh (Darbandokeh)
- Dokan (Dokan)
- Halabja (Halabja)
- Kalar (Kalar)
- Penjwin (Penjwin)
- Pshdar (Pshdar)
- Rania (Rania)
- Sharbazher (Sharbazher)
- Suleimânia (Suleimânia)

## Uacite
- Al-Hai (Al-Hai)
- Al-Na'maniya (Al-Na'maniya)
- Al-Suwaira (Al-Suwaira)
- Badra (Badra)
- Kut (Kut)